# Forze nemiche disarmate
Forze Nemiche Disarmate (in inglese: Disarmed Enemy Forces = DEF) e, meno comunemente, Forze Nemiche Arresesi (in inglese: Surrendered Enemy Forces), fu una denominazione statunitense applicata sia a soldati che si erano arresi ad un nemico dopo la fine delle ostilità, che a prigionieri di guerra che erano detenuti in campi siti a quel tempo nei territori occupati della Germania.
A causa dell'impossibilità logistica di nutrire i milioni di soldati tedeschi arresisi al livello previsto dalla Convenzione di Ginevra durante la crisi alimentare del 1945, lo scopo di questa definizione, così come quella britannica di Personale nemico arreso (Surrendered Enemy Personnel = SEP) era di evitare che ai soldati tedeschi spettassero i diritti dei prigionieri di guerra secondo la Convenzione di Ginevra del 1929.

## La classificazione dei prigionieri
Nell'aprile del 1945 il Dipartimento della guerra approvò il trattamento di tutti i componenti delle Forze armate tedesche catturati dopo la dichiarazione dell'accettazione delle condizioni di resa o della cessazione delle ostilità, come «forze nemiche disarmate» e specificò che tali prigionieri avrebbero dovuto provvedere al proprio sostentamento da soli. Questa norma non valeva per i criminali di guerra, persone ricercate o sospette per motivi di sicurezza, che dovevano essere imprigionati, mantenuti e controllati dalle forze alleate. Il Dipartimento della guerra successivamente stabilì che non ci sarebbero state dichiarazioni pubbliche sullo stato delle Forze armate tedesche.
Ci si riferisce principalmente alla decisione di Dwight Eisenhower per i prigionieri presenti nei territori della Germania occupata nel periodo postbellico.

## La Germania alla fine della guerra
L'agricoltura tedesca aveva patito nei due anni 1944 e 1945 un enorme calo produttivo.
 Una carenza di fertilizzanti sintetici si era manifestata dopo che le riserve di nitrati e fosfati erano state destinate all'industria bellica per la produzione di munizioni.
Di conseguenza il livello dei raccolti alla fine della guerra era diminuito in percentuali tra il 20 ed il 30%.
Le incursioni aeree alleate avevano distrutto migliaia di case rurali e rese inutilizzabili le apparecchiature per il trattamento delle derrate alimentari.  La carenza di macchinari, di parti di ricambio e di fertilizzanti aveva già provocato un quasi totale annientamento della produzione agricola al momento in cui la guerra terminò. Dopo la liberazione dei lavoratori coatti, prigionieri di guerra russi e dei paesi dell'est europeo, si verificò una carenza di braccianti che poté essere colmata solo con le DEF ed SEP. Gruppi di sbandati, ex deportati, soldati in ritirata e civili dispersi decimavano i maiali e pollami degli allevatori tedeschi.
A tutto ciò si aggiunsero le gravi difficoltà logistiche determinate dalla situazione rovinosa di strade ferrate, ponti e terminali.
Il tempo di riutilizzo dei vagoni ferroviari era di cinque volte maggiore di quello anteguerra.
Delle 15.600 locomotive tedesche, il 38,6% non era più utilizzabile ed il 31% era danneggiato e solo 13.000 chilometri di linea nella zona controllata dagli inglesi era operativa.  I centri urbani dovettero spesso essere forniti di cavalli per trainare carri.
All'8 maggio del 1945 gli alleati erano sommersi da 7 milioni di dispersi in Germania e da 1,6 milioni in Austria, compresi i lavoratori coatti provenienti da tutta l'Europa. Presto tuttavia la popolazione tedesca fu incrementata da 12 a 14 milioni e mezzo di persone di stirpe germanica espulsi dai paesi dell'Europa dell'Est. I paesi della Baviera nella zona controllata dagli americani si trovarono ad affrontare un incremento dal 15 al 25% di popolazione costituita da profughi e la sola Monaco se ne trovò  75.000.
Il peggioramento della situazione dell'agricoltura fu dovuto alla spartizione del territorio tedesco, che tagliò fuori la Germania Occidentale dal "cesto di pane" delle terre agricole situate ad oriente della Linea Oder-Neiße, che forniva il 35% della produzione prebellica tedesca di cibo, 
  e che i sovietici avevano assegnato alla Polonia in compensazione per i territori polacchi orientali da loro annessi.  L'Unione Sovietica, con milioni di propri cittadini che pativano la fame in patria, non aveva alcuna intenzione di distribuire queste risorse ai tedeschi delle zone occidentali.
Nel gennaio 1945 la razione-base di cibo per persona in Germania era di 1.625 calorie/giorno e si ridusse ulteriormente a 1.100 alla fine della guerra, nella zona controllata dagli inglesi, rimanendo tale per tutta l'estate con livelli variabili da 840 calorie/giorno-persona nella Ruhr a 1.340 ad Amburgo e la situazione non era migliore nelle zone occupate dagli americani in Germania ed in Austria.
Questi problemi concorsero a creare una pesante carenza di cibo in tutta la Germania.
Fu chiaro che nella primavera del 1945 la popolazione tedesca viveva con razioni che non le avrebbero consentito di mantenersi in vita a lungo. Un rapporto di luglio della CCAC affermava che «La situazione alimentare nella Germania occidentale è forse la fonte maggiore di preoccupazioni. Il consumo medio è ora circa un terzo al di sotto del livello di 2.000 calorie/giorno oggi accettabile per la sussistenza».
In contrasto con questo quadro la situazione alimentare nei paesi confinanti con la Germania era vicina ai livelli prebellici e grandi quantità di cibo furono offerte alla Germania.
Comunque, a causa delle restrizioni alleate ai commerci tedeschi, tutte le offerte furono rifiutate e ciò costrinse i Paesi Bassi a distruggere gran parte del proprio raccolto di vegetali ed ancora nel 1948 i pescatori svedesi distruggevano il loro pescato o lavoravano solo due giorni la settimana a causa della mancanza di acquirenti. Nell'agosto del 1945 la Croce Rossa spedì 30.000 tonnellate di pacchi di cibo ad alto contenuto calorico per via ferroviaria per nutrire i profughi tedeschi ma dovette riprendersele e riporle nei suoi magazzini ove andarono infine a male.
Un ulteriore quantitativo di 13,5 milioni di razioni della Croce Rossa furono confiscate dalle autorità militari e non furono mai distribuite. Il senatore statunitense Kenneth S. Wherry si lamentò successivamente per le migliaia e migliaia di razioni deteriorate in mezzo ad una popolazione che soffriva la fame. Max Huber, capo della Croce Rossa Internazionale, scrisse una lettera al Dipartimento di Stato americano riguardo a questa situazione e ricevette una risposta, firmata da Eisenhower, ove si dichiarava che distribuire cibo della Croce Rossa al nemico era vietato. Il rifiuto di distribuire gli aiuti è stato spiegato da alcuni storici moderni quali Stephen Ambrose, come la necessità di accumulare cibo nell'eventualità di carestie.
Nella primavera del 1946 alla Croce Rossa Internazionale fu finalmente consentito di fornire limitate quantità di cibo ai prigionieri di guerra della zona occupata dagli americani. 
 
Entro giugno 1948 le razioni per i DEF furono aumentate a 1990 calorie e nel dicembre 1949 la fornitura di razioni terminò e la crisi alimentare era effettivamente superata.

## Resa in massa
Nel corso della seconda Guerra mondiale vi furono approssimativamente 35 milioni di prigionieri di guerra, 11 dei quali tedeschi. In aggiunta ai 20 milioni di profughi l'esercito USA dovette occuparsi anche di gran parte di quelli.
Poiché gli Alleati si aspettavano 3 milioni di prigionieri tedeschi, il totale reale fu di più di 5 milioni in mano americana dal giugno 1945, fra i 7,6 milioni nella sola Europa nordoccidentale, senza contare il milione e quattrocentomila prigionieri degli Alleati in Italia.  Approssimativamente un milione di loro erano militari della Wehrmacht fuggiti per evitare la cattura da parte dell'Armata Rossa. Il numero dei tedeschi che si arresero alle Forze armate americane esplose dai 313.000 del primo trimestre del 1945, agli oltre 2 milioni e mezzo alla fine di aprile, per giungere a 5 milioni in maggio.
Nell'aprile del 1945 intere armate tedesche si arresero superando abbondantemente la capacità dei trasporti americani cosicché non fu più possibile trasferire queste truppe come prigionieri di guerra nei campi siti oltreoceano, a partire da fine marzo.  Secondo un comunicato alleato del 22 giugno 1945 un ammontare totale di 7.614.914 prigionieri (tutte le destinazioni) erano detenuti in campi inglesi ed americani.
Sebbene inglesi ed americani concordassero nel distribuire i tedeschi che si erano arresi, i primi si tirarono indietro sostenendo che sul continente non avevano né sufficiente spazio per sistemarli né un sufficiente numero di soldati per sorvegliarli, mentre una loro sistemazione sul suolo inglese era improponibile, poiché ciò avrebbe creato seri problemi di ordine pubblico.
Il 1º giugno del 1945 Eisenhower relazionò al Dipartimento della Guerra che questo rifiuto comportava carenze nei 25 milioni di razioni giornaliere per i prigionieri, carenze che crescevano di 900.000 razioni per giorno. Nutrire questo enorme numero di persone divenne un incubo logistico per lo SHAEF, che spesso dovette ricorrere all'improvvisazione.

## Prime considerazioni sulla definizione dei DEF
Leggendo alla Conferenza di Casablanca del 1943 l'adesione alla Conferenza di Ginevra per i tedeschi vinti, Churchill riassunse la politica alleata di  "resa incondizionata" dicendo «Vi siamo costretti, costretti dalla nostra coscienza di civilizzati.»
Nel prosieguo della Guerra lo SHAEF mise in pratica le decisioni del CCS. (Combined Chief of Staff cioè Stato Maggiore Congiunto) Esso doveva seguire le direttive della EAC (European Advisory Commission, cioè Commissione Europea di Consiglio, che comprendeva anche rappresentanti dell'Unione Sovietica)  Le direttive CCS ed EAC riguardavano politiche dei capi di governo che decidevano le più importanti questioni dell'occupazione militare della Germania  Dopo l'istituzione della EAC alla Conferenza di Mosca del 1943, essa definì gli strumenti per la resa incondizionata.  Durante le riunioni della EAC gli Alleati decisero che essi potevano privare i tedeschi di ogni diritto, inclusa la protezione di leggi internazionali, ed erano liberi di punirli senza alcun limite.  La Convenzione di Ginevra invece imponeva allo SHAEF di fornire ai prigionieri di guerra razioni di cibo identiche a quelle fornite ai propri soldati.
Numerosi fattori furono presi in considerazione, compreso quello che i membri sovietici della EAC si rifiutarono di sottoscrivere la Convenzione di Ginevra nonostante le forti pressioni dal 1942 in avanti per una loro accettazione. 
Dietro il rifiuto sovietico vi erano numerose considerazioni strettamente connesse al regime, ma la considerazione principale che emerse alla Conferenza di Teheran fu che il capo dell'Unione Sovietica, Joseph Stalin, desiderava avere a disposizione quattro milioni di lavoratori tedeschi per un "periodo indeterminato", forse per tutta la loro vita.
Il rifiuto sovietico di prendere anche solo in considerazione la sottoscrizione della Convenzione di Ginevra creò grossi problemi alla EAC, compreso il fatto che anche un singolo accordo di resa non poteva essere raggiunto se un comandante sovietico non poteva impegnare il proprio governo a concedere ai prigionieri i diritti della Convenzione. Il risultato fu che gli atti della EAC non promettevano nulla a questo riguardo, utilizzavano un linguaggio duro e contorto e predisposero la premeditata elusione della Convenzione di Ginevra da parte degli Alleati.  Per di più altri alleati prendevano in considerazione l'impiego di tedeschi nel lavoro forzato, cosa che la Germania aveva fatto nei loro confronti quando il loro paese era stato occupato dai tedeschi nel corso della guerra.  Successivi documenti della commissione descrissero le Forze nemiche Disarmate.

## Definizione di DEF e SEF
A proposito delle esigenze alimentari, a parte le ragioni o i requisiti giuridici, lo SHAEF non fu semplicemente in grado di fornire cibo a tutti i milioni di prigionieri tedeschi nella medesima quantità e qualità di quello fornito ai propri soldati a causa del loro elevatissimo numero e della carenza di risorse. In un cablogramma del 10 marzo 1945 al CCS Eisenhower chiese l'autorizzazione ad usare questa definizione nei primi documenti della EAC, autorizzazione che gli fu concessa. La CCS quindi telegrafò al Maresciallo di campo Sir Harold Alexander, comandante in capo delle forze alleate del Mediterraneo, suggerendogli di prendere i medesimi provvedimenti nei confronti dei tedeschi che si arrendevano in Austria.  Allorché il CCS approvò la richiesta di Eisenhower nel marzo del 1945, fu aggiunto che i prigionieri catturati dopo il giorno della vittoria in Europa non dovevano essere dichiarati prigionieri di guerra secondo la definizione della Convenzione di Ginevra, a causa della carenza di cibo disponibile per loro. Anche nel telegramma al maresciallo Alexander il CCS approvò la definizione giustificandola «…in vista delle difficoltà concernenti la sistemazione e l'alimentazione [dei nemici arresisi, n.d.r.] fu deciso così.
I superiori di Eisenhower del JCS (Joint Chief of Staff, Stato Maggiore Congiunto) gli ordinarono di cambiare in "Forze Nemiche Disarmate" anche la definizione dei prigionieri di guerra veri e propri, esattamente come avevano fatto gli inglesi ridefinendo i loro Surrendered Enemy Personnel (SEP - Personale Nemico Arreso)
Alexander allora chiese che il CCS facesse usare alle forze armate britanniche la medesima definizione per i prigionieri tedeschi catturati in Italia e il CCS approvò. 
Il CCS sottopose la definizione di Forze Nemiche Disarmate al CCAC (Combined Civilian Affairs Committee - Comitato congiunto per le questioni civili), il quale non solo concordò con questa definizione ma andò oltre, suggerendo che il cambio dello status di tutti i prigionieri di guerra tedeschi fosse applicato anche retroattivamente alla resa tedesca.
Per il 22 giugno 1945 dei 7.614.914 prigionieri tedeschi (indipendentemente dalla loro definizione) che erano detenuti nei campi di concentramento inglesi ed americani, 4.209.000 erano soldati catturati prima della capitolazione tedesca e considerati prigionieri di guerra.  Rimangono circa 3,4 milioni di DEF ed SEP che, secondo gli accordi alleati, avrebbero dovuto essere suddivisi fra Inghilterra e Stati Uniti.
Al 16 giugno 1945 gli Stati Uniti, la Francia ed il Regno Unito detenevano un totale di 7,5 milioni di prigionieri comunque definiti e per il 18 gli Stati Uniti ne avevano rilasciati 1.200.000 di questi. 

## Conseguenze
Dopo che la definizione di Forze Nemiche Disarmate fu compiuta all'inizio dell'estate 1945, alla Croce Rossa Internazionale non fu consentito il pieno coinvolgimento nella situazione dei campi ov'erano ammassati i prigionieri, qualsiasi fosse la loro denominazione, alcuni dei quali erano campi di transito, i Rheinwiesenlager (Campi di concentramento dei prati del Reno) ove parecchie migliaia di prigionieri tedeschi morirono di stenti, disidratazione ed esposizione alle intemperie, anche se le condizioni ivi praticate miglioravano gradualmente. «Anche le stime più prudenti dicono che nei campi francesi soltanto più di 16.500 tedeschi morirono nel 1945».
La Convenzione di Ginevra del 1929 fu successivamente corretta. Gli articoli 6 e 7 che riguardavano il trattamento dei prigionieri di guerra riguardavano che cosa si poteva e che cosa non si poteva fare dei nemici catturati. La versione del 1949 (Terza Convenzione di Ginevra) modificò deliberatamente la precedente in modo che i soldati nemici che «…cadono sotto il potere [di una delle parti, n.d.r.] …» a seguito di resa o di capitolazione di massa siano ora protetti come quelli catturati in combattimento.
Molti prigionieri degli americani e degli inglesi furono liberati alla fine del 1948 e molti di quelli che si trovavano in cattività in Francia ed in Unione Sovietica lo furono alla fine del 1949, sebbene l'ultimo grande rilascio collettivo abbia avuto luogo solo nel 1956. Secondo la sezione della Rappresentanza tedesca della Croce Rossa, che si occupava del rilascio dei prigionieri, il destino finale di 1.300.000 prigionieri tedeschi nelle mani degli Alleati è ancora sconosciuto ed a tutt'oggi essi sono registrati come dispersi.

## Controversie
Nel suo libro del 1988 Other Losses, James Bacque sostenne che il comandante in capo delle truppe alleate, Dwight Eisenhower, causò deliberatamente la morte di 790.000 prigionieri tedeschi detenuti nei campi di concentramento per malattie, stenti e freddo fra il 1944 ed il 1949.
L'accusa di Bacque è che questi decessi riguardavano Forze Nemiche Disarmate che poterono essere sottoposte ad un trattamento duro poiché essi non rientravano nella categoria protetta dalla Convenzione di Ginevra. Stephen Ambrose, allora direttore del Centro Eisenhower all'Università di Orleans, organizzò una conferenza di otto storici inglesi, americani e tedeschi. Il risultato di questa conferenza fu un gruppo di relazioni degli otto storici che furono pubblicate nel 1992 nel libro Eisenhower and the German POWs: Facts against Falsehood (Eisenhower ed i prigionieri di guerra tedeschi: fatti contro falsità) e contestano vivacemente ogni accusa contenuta nel libro di James Bacque, compresa la categoria di "altre perdite", la loro supposta origine, la descrizione di Bacque della decisione sulla definizione di Forze Nemiche Disarmate (DEF), le narrazioni verbali di Bacque, le sue metodologie di ricerca e la sua analisi dei documenti sulla seconda guerra mondiale. 
Anche per quanto riguarda le misere condizioni dei campi di prigionia alleati messe in evidenza da Bacque, sulla cui esistenza i membri della conferenza concordarono, la Conferenza di New Orleans concluse che Bacque non aveva detto nulla di nuovo oltre a quanto già sancito dai risultati delle ricerche della Commissione Maskie, condotte fra gli anni 1960  e 1970, che avevano riportato la cronaca di tali condizioni in modo molto più dettagliato e specifico.
Il corrente consenso accademico sull'entità della mortalità nei campi di concentramento alleati può, basandosi principalmente su lavori come quello di Ambrose Eisenhower and the German POWs (Eisenhower ed i prigionieri di guerra tedeschi), essere riassunto nella parole dello storico Niall Ferguson che afferma che: «…i calcoli di Bacque sono grossolanamente esagerati sia nel numero dei soldati tedeschi catturati dagli americani che nel loro tasso di mortalità...», sebbene egli faccia anche notare che «…il tasso di mortalità per i prigionieri tedeschi in mani americane fu quattro volte maggiore di quello dei prigionieri in mani inglesi» ma che la mortalità complessiva sotto gli americani aveva un tasso inferiore all'1% e che fu migliore di quello di qualsiasi altro paese nel corso della seconda guerra mondiale, con la sola eccezione dell'Inghilterra. Ambrose ammise tuttavia che: «…noi come americani non possiamo celare il fatto che accaddero cose terribili. E che esse accaddero alla fine della guerra che noi combattemmo per il decoro e per la libertà e che non sono giustificabili.»

## Precedenti storici
Dopo la disfatta polacca del 1939 e dopo quella della Iugoslavia di due anni dopo, molte delle truppe di quelle due nazioni furono trasformate da prigionieri di guerra in addetti ai lavori forzati.
La Germania aveva o disciolto le nazioni occupate o assorbito i paesi in questione e la tesi tedesca fu che i paesi non più esistenti non potevano più garantire lo stato di prigioniero di guerra ai relativi ex combattenti dato che l'appartenenza ad uno stato sovrano era un requisito formale per reclamare tale diritto: nessuno di questi rimaneva tale per cui gli ex combattenti polacchi e iugoslavi non potevano essere considerati prigionieri di guerra di diritto secondo la Convenzione di Ginevra.
Le tesi degli Alleati per rifiutare la protezione della Convenzione ai soldati tedeschi fu del tutto simile a quella accampata dai nazisti per i combattenti della Polonia e della Iugoslavia, usando il termine di "scomparsa del Terzo Reich" per sostenere che la Convenzione di Ginevra non era più applicabile alla maggioranza di coloro che erano stati catturati dopo il 5 maggio.
Il motivo era duplice: sia la volontà di non seguire i dettami della convenzione, ora che la minaccia di rappresaglie contro i prigionieri alleati in mani tedesche era scomparsa, sia l'impossibilità da parte alleata di soddisfare i requisiti di assistenza richiesti dalla Convenzione per un numero così elevato di prigionieri.

## Forze nemiche arrese
Questo termine (in lingua inglese: Surrendered Enemy Personnel, da cui l'acronimo SEP) è la denominazione che assegnarono gli inglesi ai prigionieri di guerra che si trovavano nelle situazioni descritte sopra per le Forze Nemiche Disarmate, nella terminologia USA (Disarmed Enemy Forces, acronimo: DEF). Questa definizione fu prevalentemente applicata dagli inglesi ai prigionieri tedeschi in Europa ed a quelli giapponesi ed ai loro alleati in Asia dopo la fine della seconda guerra mondiale.
Il 1º marzo 1947 gli americani stabilirono che i SEP dovevano essere visti come prigionieri di guerra veri e propri (POW) e trattati secondo i disposti della Convenzione di Ginevra.
La definizione di SEP permise alla Marina britannica di utilizzare le strutture di comando della Germania per facilitare la dissoluzione della Marina da Guerra tedesca.
Nel corso della cosiddetta "Emergenza Malese" (Malayan Emergency) gli inglesi usarono anche la definizione di Personale Nemico Catturato (Captured Enemy Personnel, acronimo CEP). La distinzione fu che i SEP erano insorti arresisi alle Forze armate britanniche, mentre i CEP no. Tuttavia ad entrambi venne applicato il trattamento di prigionieri di guerra